# Thomomys monticola
Thomomys monticola е вид бозайник от семейство Гоферови (Geomyidae).

## Разпространение
Видът е разпространен в САЩ (Калифорния и Невада).